# Дагеротипија (филм из 1976)
Дагеротипија је француски документарац Ањес Варде из 1976. Приказује вињете живота у улици Дагер у Паризу, у којој је Варда живела. Она се бринула о свом двогодишњем сину у време снимања и није могла да проводи дуго времена далеко од свог дома. Због тога је цео филм ограничен у радијусу од 90 метара од њене куће – што је дужина електричних каблова за њену опрему.
Већина профилисаних долази из места ван Париза, или чак из Француске. Током филма, сваком субјекту се постављају иста три питања: "Одакле си дошао?", "Када си стигао?", "Зашто си дошао?".
Назив филма је сложена игра речи: улица Дагер је названа по Лују Дагеру, изумитељу дагеротипија, методе фотографског штампања. Током филма, Варда објашњава да су власници предузећа и станари улице Дагер њени 'типови', у односу на типологије и као фотографски стил и праксе друштвене класификације према којима је Варда била критички настројена. На различитим местима, субјекти заузимају формалну, статичну позу као на фотопортрету средином 19. века.